# Rio Lourens
Rio Lourens é um rio da África do Sul.